# El Acebuchar
El Acebuchar es una localidad española del municipio de Carboneros, perteneciente a la provincia de Jaén, en la comunidad autónoma de Andalucía.

## Historia
Hacia mediados del siglo XIX, el lugar, ya por entonces perteneciente a Carboneros, tenía contabilizados 25 vecinos. La localidad aparece descrita en el primer volumen del Diccionario geográfico-estadístico-histórico de España y sus posesiones de Ultramar de Pascual Madoz de la siguiente manera:

ACEBUCHAR: ald. en las nuevas pobl. de Sierra Morena, prov. y ob. de Jaen (9 leg.), part. jud. de la Carolina (1), term. jurisd. y felig. de Carboneros (V.), de donde dista 1/4 leg.; tiene 25 vec.
(Madoz, 1845, p. 67)

En 2022, tenía empadronados 8 habitantes.